# Kooryong
Il Kooryong è un sistema lanciarazzi semovente utilizzato dall'esercito sud-coreano.

## Sviluppo
Lo sviluppo dell'arma iniziò intorno al 1979, mentre i primi esemplari per i test valutativi sono stati prodotti nel 1986. Il suo scopo fondamentale era di fornire rapidamente alla fanteria uno sbarramento di artiglieria in caso di attacco nemico. Nel 1989 ne sono state prodotte delle versioni migliorate sotto vari parametri. Fino al 2000 ne sono stati costruiti 158, di cui molti aggiornati con il sistema M270.

## Tecnica
Questo lanciarazzi può essere montato su qualsiasi mezzo che sia stato progettato per il trasporto di un carico di 5 tonnellate, ma generalmente viene apposto su camion con trazione 6x6 KM809A1 dotati di motore diesel da 236 cv. Il lanciamissili può essere puntato sia manualmente che tramite un motore idraulico. Ogni veicolo viene accompagnato da un mezzo di rifornimento che trasporta 72 colpi di riserva che possono essere armati in 10 minuti.
I Kooryong hanno un calibro di 130 mm e un numero di tubi di lancio non meglio noto, ma forse 30-40. 
La gittata è 23 km, superiore a quella del BM-21, e la testa è prevalentemente HE con shrapnel antiuomo. Altri razzi sono stati sviluppati, dalla classe del FROG, ma anche quando sono entrati in servizio la loro utilità è rimasta limitata dalla scarsa precisione. Il lanciamissili, se in versione migliorata, ha una gittata di oltre 30 km.